# Torremocha del Pinar
Torremocha del Pinar è un comune spagnolo di 40 abitanti situato nella comunità autonoma di Castiglia-La Mancia.